# Sabina Hohenzollern
Sabina Hohenzollern (Brandenburg-Ansbach, ur. 12 maja 1529 w Ansbach, zm. 2 listopada 1575 w Berlinie) – księżniczka brandenburska, druga żona margrabiego brandenburskiego Jana Jerzego Hohenzollerna.
Sabina była córką Jadwigi Podiebradówny (niem. Hedwig von Münsterberg-Oels) i margrabiego brandenburskiego Jerzego Hohenzollerna-Ansbacha.

## Dzieci
- Jerzy Albrecht (1555–1557)
- Jan (1557)
- Magdalena Sabina (1559)
- Erdmuta Brandenburska(inne języki) (1561–1623), żona Jana Fryderyka pomorskiego (1542–1600)
- Maria (1562)
- Jadwiga (1563)
- Małgorzata (1565)
- Anna Maria Brandenburska(inne języki) (1567–1618), żona Barnima X Młodszego (1549–1603)
- Zofia Hohenzollern (1568–1622), żona Krystiana I Wettyna (1560–1591)[1].